# Аккарга
Аккарга́ (каз. Аққарға) — село у складі Житікаринського району Костанайської області Казахстану. Входить до складу Степного сільського округу.
У радянські часи село називалось Дзержинський.
Населення — 199 осіб (2021; 750 у 2009, 965 у 1999, 1122 у 1989).